# حمام محله درویش
حمام محله درویش مربوط به دوره صفوی است و در محله درویش دماوند واقع شده و این اثر در تاریخ ۹ اردیبهشت ۱۳۸۲ با شمارهٔ ثبت ۸۵۱۷ به‌عنوان یکی از آثار ملی ایران به ثبت رسیده است.